# Ano Hi Mita Hana no Namae o Bokutachi wa Mada Shiranai
Ano Hi Mita Hana no Namae wo Bokutachi wa Mada Shiranai (あの日見た花の名前を僕達はまだ知らない。, lit. "Nós Ainda Não Sabemos o Nome da Flor Que Vimos Naquele Dia."), mais conhecido como Ano Hana, é um anime de 2011 produzido pela A-1 Pictures e dirigido por Tatsuyuki Nagai. Ele foi ao ar no bloco noitaminA da Fuji TV entre abril e junho de 2011. O anime é licenciado na América do Norte pela NIS America.

## Sinopse
Um grupo de seis amigos de infância se separam após um deles, Meiko "Menma" Honma, morrer em um acidente. Dez anos seguintes desta tragédia, o líder do grupo, Jinta Yadomi, isola-se da sociedade e vive recluso. Em um dia de verão, porém, Menma aparece para Jinta, com uma aparência mais velha, pedindo-lhe ajuda para realizar seu desejo. Ela acredita que precisa realizá-lo para cumprir seu destino. Só que Menma não lembra qual era seu desejo, fazendo com que Jinta reúna seus amigos de infância outra vez, pois acredita que eles sejam a chave para resolver esse problema. No entanto, os sentimentos escondidos, os conflitos internos e a persistência dos sentimentos de tristeza pelos pais de Menma, resultam em complicações para o grupo, enquanto eles lutam não só para ajudarem Menma, mas a si mesmos.

## Personagens
Jinta "Jintan" Yadomi (宿海 仁太, Yadomi Jinta)
Dublador: Miyu Irino / Mutsumi Tamura (infância)
Jinta é um amigo de infância de Naruko, Atsumu, Chiriko, Menma e Tetsudo. Quando criança, costumava ser o líder dos Super-Protetores da Paz. Além disso, era bastante enérgetico e extrovertido, porém acabou se isolando devido à morte de Menma e de sua mãe. Após a morte de Menma em um acidente, o grupo de amigos se afastou e Jinta se tornou um hikikomori, uma pessoa que se recusa ir a escola e apenas vive dentro de casa. Na infância, era apaixonado por Menma, mas sempre que era perguntado sobre isso, não admitia esse sentimento. Isso encardeou uma série de eventos que levaram à morte acidental da garota. Jinta acredita que a Menma que ele vê não é um fantasma, mas sim uma manifestação de seu estresse. Com o tempo, ele torna-se hesitante em conceder o desejo da garota, pois uma vez realizado, ela irá desaparecer novamente. No entanto, Menma o encoraja a ajudá-la, fazendo, dessa forma, com que Jinta se relacione novamente com os membros dos Super-Protetores da Paz.
Meiko "Menma" Honma (本間 芽衣子, Honma Meiko)
Dubladora: Ai Kayano
Menma morreu em um acidente, porém aparece para Jinta em um dia de verão. Ela aparece com uma aparência mais velha, mas ainda continua com sua personalidade infantil. Além disso, usa o vestido que estava no dia em que morreu. Embora ela esteja ciente da sua morte, é bastante animada e falante. Ela valoriza muito as memórias de sua infância e a amizade com os membros do  auto-proclamado Super-Protetores da Paz. Apenas Jinta consegue ver e ouví-la, mas Menma é capaz de interagir com o mundo ao seu redor: abrir portas, cozinhar, comer e jogar videogames. Ela tinha um enorme carinho por Jinta quando criança e se preocupa com seu estado atual. Menma é bastante generosa e apenas chora quando outra pessoa está ferida. Ela não guarda rancor dos seus amigos pelo acidente. No último episódio, ela revela através de uma carta que era apaixonada por Jinta.
Naruko "Anaru" Anjō (安城 鳴子, Anjō Naruko)
Dubladora: Haruka Tomatsu
Uma amiga de infância de Jinta, Atsumu, Chiriko, Tetsudo e Menma. Naruko é fria com Jinta, especialmente na frente de suas amigas, mas, no fundo, preocupa-se bastante com ele. Ela é facilmente influenciada por outras pessoas, tomando decisões e atitudes as quais, muitas vezes, não concorda. Quando era criança, Naruko tinha ciúmes da relação entre Menma e Jinta, embora admirasse a garota. Ela frequenta a mesma escola que Jinta e é a pessoa mais próxima dele no início da série. Naruko revela que apesar de estar  decepcionada com o estilo de vida atual de Jinta, ainda é apaixonada por ele. Ela duvida do retorno de Menma, mas fica com ciúmes, pois apenas Jinta consegue vê-la, além de se sentir culpada, pelo seu afogamento.
Atsumu "Yukiatsu" Matsuyuki (松雪 集, Matsuyuki Atsumu)
Dublador: Takahiro Sakurai / Asami Seto (infância)
Um amigo de infância de Jinta, Naruko, Chiriko, Tetsudo e Menma. No presente, ele trata Jinta com extrema indiferença. Ele, no entanto, fica intrigado quando Menma é mencionada e tenta esconder que ainda está abalado com sua morte. Estuda com Chiriko em uma escola da elite, a qual Jinta não foi capaz de entrar, devido a reprovação nos testes de admissão. Atsumu é bonito, atlético e popular, mas ainda permanece preso às memórias de Menma, tanto que guarda um vestido branco semelhante ao dela em seu armário. Uma vez, ele alegou que também podia ver o espírito de Menma, só que, mais tarde, esse "fantasma" foi revelado sendo o próprio Atsumu, que caminhava pela floresta vestindo uma peruca e roupa branca. Ele se considera culpado pela morte de Menma e diz que ele é o único que devia ser assombrado pelo seu fantasma.
Chiriko "Tsuruko" Tsurumi (鶴見 知利子, Tsurumi Chiriko)
Dubladora: Saori Hayami
Uma amiga de infância de Jinta, Naruko, Asumu, Tetsudo e Menma. Chiriko é uma pessoa observadora e quieta, além de possuir uma personalidade bastante séria e lógica. Ela e Atsumu estudam na mesma escola e são os únicos que permanecem próximos após o acidente de Menma, tanto que, muitas vezes, são confudidos como sendo um casal. Ela gosta de Atsumu e demonstra desprezo quando nota que ele não superou a morte de Menma. Chiriko se sente indiferente em relação ao regresso de Menma, duvidando que ela realmente tenha perdoado a todos. No entanto, no fundo, ela sempre sentiu falta de Menma e ainda continua abalada com sua morte, porque eram boas amigas. Ela admite a Naruko que está apaixonada por Atsumu, mas acredita que nunca terá um amor correspondido, pois ele não consegue vencer os sentimentos por Menma.
Tetsudō "Poppo" Hisakawa (久川 鉄道, Hisakawa Tetsudō)
Dublador: Takayuki Kondō / Aki Toyosaki (infância)
Um amigo de infância de Jinta, Naruko, Asumu, Chiriko e Menma. Durante sua infância, ele tinha uma grande admiração por Jinta, chamando-o de "incrível" e "maneiro". Ele admite que sempre foi grato ao grupo de amigos, já que o acolheram da maneira que ele era. Apesar de ter abandonado a escola, Tetsudo viaja ao redor do mundo e, dessa forma, ganha dinheiro para se sustentar. Quando não está no exterior, fica na base secreta. Ele é o único que acredita que Jinta pode ver e conversar com Menma, tanto que é o primeiro a dizer diretamente a garota que irá realizar seu desejo. Apesar de sua personalidade bastante alegre, mais tarde é revelado que Tetsudo se sente culpado pela morte de Menma.

## Mídia

### Folhetim e Mangá
Entre março e julho de 2011, um folhetim escrito por Mari Okada foi serializado pela revista Da Vinci da Media Factory. O primeiro dos dois volumes foi impreso pela MF Bunko Da Vinci, da Media Factory, em 25 de julho de 2011. A adaptação em mangá foi ilustrada por Mitsu Izum e serializada em maio de 2012, pela revista Jump Square da Shueisha.

### Anime

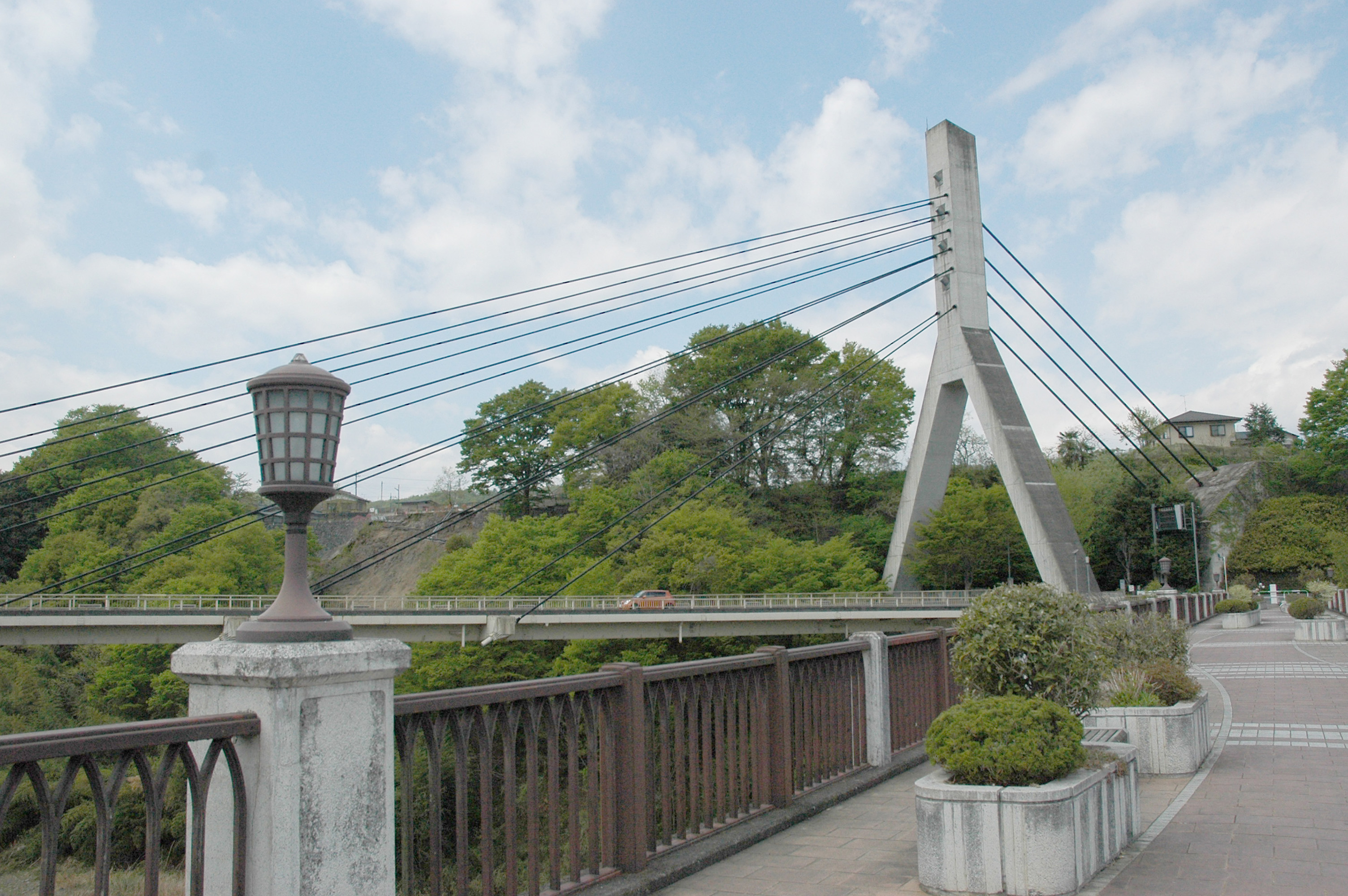
A Ponte de Chichibu é destaque no anime.

Composto por 11 episódios, o anime Ano Hana foi produzido pela A-1 Pictures e dirigido por Tatsuyuki Nagai. Ele foi ao ar no Japão entre 15 de abril e 24 de junho de 2011, no bloco noitaminA da Fuji TV. O roteiro foi escrito por Mari Okada e o diretor da animação, Masayoshi Tanaka, também foi responsável por desenhar os personagens. O diretor de som foi Jin Aketagawa e a música do anime foi produzida pela Remedios. NIS America licenciou o lançamento da série na América do Norte. A empresa lançou o anime em DVD e em Disco blu-ray, ambos com legendas em inglês, no dia 3 de julho de 2012. Ano Hana foi transmitido na Itália pelo canal Rai 4.
A abertura do anime se chama "Aoi Shiori" (青い栞, Marcador de Páginas Azul) e é cantada pela banda Galileo Galilei. A música de encerramento é "Secret Base ~Kimi ga Kureta Mono~ (10 years after Ver.)" (Secret Base ～君がくれたもの～ (10 years after Ver.), Base Secreta ~O Que Você Me Ofereceu~ (Versão de 10 anos Depois)), cantada por Ai Kayano, Haruka Tomatsu e Saori Hayami. Ela é um cover do single de 2011 da banda Zone. A trilha sonora da série foi lançada em 21 de dezembro de 2011.
Um filme foi lançado nos cinemas japoneses em 31 de agosto de 2013. O filme conta a história através do ponto de vista de Menma, além de incluir cenas de um ano após os acontecimentos da série. A canção tema do filme é "Circle Game" (サークルゲーム) por Galileo Galilei, a qual também é usada como abertura alternativa na reprise do anime no noitaminA, que ocorre desde julho de 2013. A empresa Aniplex of America lançou o filme em DVD e em Disco blu-ray, além de uma versão limitada com os dois juntos, em 15 de julho de 2014.

#### Lista de Episódios
| # | Título                                                                                  | Exibição original   |
| --- | --------------------------------------------------------------------------------------- | ------------------- |
| 01 | "Os Super-Protetores da Paz" "Chō Heiwa Basutāzu" (超平和バスターズ)                    | 14 de abril de 2011 |
| Jinta "Jintan" Yadomi está sendo perseguido por uma garota chamada Meiko "Menma" Honma, que apenas ele pode ver. Menma diz que possui um desejo, porém não se lembra dele. Um tempo depois, ela se recorda que adoraria ver seus amigos juntos novamente. Um desses amigos, Naruko "Anaru" Anjō, bate na porta da casa de Jinta para lhe entregar o dever de casa, revelando que o garoto não está bem na escola. Menma percebe que o relacionamento dos dois não está legal e convence Jinta a ir na casa de Naruko, para conversar com ela. Ambos, então, vão para a cidade, onde encontraram com dois ex-amigos, Chiriko "Tsuruko" Tsurumi e Atsumu "Yukiatsu" Matsuyuki, sendo que o último é rude quando Jinta cita acidentalmente Menma na conversa. Frustrado, Jinta foge e deixa Menma para trás. Assim, ele começa a lembrar do passado, quando ele, Menma e seus outros amigos faziam parte de um grupo conhecido como Os Super-Protetores da Paz. Porém, um dia, Jinta feriu os sentimentos de Menma, quando perguntaram se ele gostava dela. Ele decidiu se desculpar, mas ela morreu em um acidente antes que fosse capaz disso. De volta ao presente, Menma visita a casa de sua família. Jinta decidi procurar Menma para pedir desculpas e vai até a antiga base secreta. Lá, encontra o último dos seis velhos amigos, Tetsudō "Poppo" Hisakawa. |                                                                                         |                     |
| 02 | "Menma, a Heróina" "Yūsha Menma" (ゆうしゃめんま)                                       | 21 de abril de 2011 |
| Quando Jinta conta a Tetsudo sobre suas visões de Menma, ele imediatamente acredita. Enquanto isso, Anaru acaba de encontrar Chiriko e chora quando Menma é mencionada, pois se sente culpada pelas circunstâncias que levaram à morte da garota. Tetsudo sugere que o desejo de Menma talvez possa ser conseguir um monstro raro do videogame Nokémon. Assim, Jinta compra o jogo da loja em que Anaru trabalha. Ele passa a noite inteira jogando, antes de Menma voltar. No dia seguinte, Tetsudo encontra com Atsumu e menciona o que Jinta lhe contou sobre Menma. Mais tarde, ele passa na casa de Jinta e diz que eles precisariam fazer uma troca com outro jogo de Nokémon para obter o mostro raro. Consequentemente, eles vão até a cada de Anaru, que concorda ajudá-los desde que Jinta comece a frequentar a escolar de novo. Durante a visita, Menma fica feliz ao perceber que Anaru ainda possui muitos videogames e mangás, como quando eram crianças. Depois de passarem a noite toda jogando, eles conseguem o monstro raro, mas ele não era o desejo de Menma. No entanto, isso levou Jinta a encontrar seu próprio desejo: pedir desculpas a Menma por causa do incidente. |                                                                                         |                     |
| 03 | "O Grupo de Busca a Menma" "Menma o Sagasou no Kai" (めんまを探そうの会)                | 28 de abril de 2011 |
| Menma convence Jinta a ir na escola, mas ele muda de ideia quando é insultado pelas amigas de Naruko. Ele vai ver Tetsudo, que afirma ter visto Menma na noite passada. Jinta chega em casa, onde Menma está tentando cozinhar bolos que sua mãe costumava fazer. Ela diz que não saiu na noite passada. No dia seguinte, Tetsudo decide fazer um churrasco que seria mais como um "Grupo de Busca a Menma". Quando Atsumu aparece, ele afirma também ter visto Menma. |                                                                                         |                     |
| 04 | "O Vestido Branco Com Uma Fita" "Shiro no, Ribon no Wanpīsu" (白の、リボンのワンピース) | 5 de maio de 2011   |
| Depois de Jinta impedir que Naruko escorregasse no mesmo lugar do acidente de Menma, ela percebe que ele provavelmente consegue ver Menma porque ainda a ama. Jinta entrega aos amigos muffins que Menma fez mais cedo, na esperança de transmitir os verdadeiros sentimentos dela. No dia seguinte, Jinta recebe Chiriko, que lhe pede para confrontar Atsumu sobre a Menma imaginária dele. O grupo se reúne de noite e veem uma Menma correndo na floresta, o que acaba sendo Atsumu, usando um vestido branco. |                                                                                         |                     |
| 05 | "Túnel" "Tonneru" (トンネル)                                                            | 12 de maio de 2011  |
| Atsumu se culpa pela morte de Menma. Assim, Menma pede a Jinta para falar coisas para Atsumu, que apenas os dois sabem. Mais tarde, Chiriko explica como percebeu a obsessão que o amigo tinha por Menma. Há 10 anos, Atsumu se confessou a Menma, logo após que Jinta fugiu, porém foi rejeitado. Enquanto isso, Jinta se pergunta por que está tão focado em conceder o desejo de Menma. No dia seguinte, Naruko vai a um bar com suas amigas e é abordada por um garoto. Mas ela é salva pela chegada repentina de Atsumu. No trem, Atsumu pergunta a Naruko sobre os sentimentos dela por Jinta. Ela não não sabe responder. Nesse momento, Tetsudo diz a Jinta que a sua teoria é que Menma está andando por aí, porque ela não consegue alcançar o paraíso. Isso faz com que Menma fique chateada. |                                                                                         |                     |
| 06 | "Esqueça, Não Esqueça" "Wasurete Wasurenaide" (わすれてわすれないで)                    | 19 de maio de 2011  |
| Tentando descobrir o desejo de Menma, Jinta decide voltar a escola. No entanto, seu retorno é ofuscado pelos boatos maldosos sobre Naruko. Jinta percebe que a garota está visivelmente chateada com isso, então se levanta no meio da aula e deixa a classe junto a ela. Naruko está preocupada que o boato chegue até seus pais, então ela decide ficar na base secreta. Mais tarde, Jinta, Naruko e Tetsudo vão até a casa de Menma prestar homenagens, onde eles encontram com sua mãe, que lhes dá o diário da garota. Eles concordam em o ler no dia seguinte. Quando Jinta fala da visita a Menma, ela fica chateada, pois queria que sua mãe a esquecesse, para ela que ela não sofresse mais. Jinta, por sua vez, grita com Menma, dizendo para ela nunca pensar dessa maneira e foge. |                                                                                         |                     |
| 07 | "O Verdadeiro Desejo" "Honto no Onegai" (ほんとのお願い)                                | 26 de maio de 2011  |
| Jinta, Naruko e Tetsudo começam a ler o diário de Menma. Nele, encontram um texto contando que o grupo queria fazer fogos de artifício para enviar uma carta para Deus, com a finalidade de ajudar a mãe de Jinta. O pai de Jinta tem um amigo que faz fogos de artifícios, porém eles custam ¥200.000. O garoto, então, começa a trabalhar para comprá-los. Durante o dia, trabalha na loja de jogos junto a Naruko e de noite, em uma construção. Menma ouve Naruko falando sobre os fogos de artifícios e vê que Jinta está se dedicando ao máximo por ela. No entanto, no dia seguinte, a turma descobre que o fabricante dos fogos de artifício não pode mais os fazer, por causa de ordens dos pais de Menma. |                                                                                         |                     |
| 08 | "Eu Me Pergunto" "I Wonder"                                                             | 2 de junho de 2011  |
| Jinta e os outros visitam a mãe de Menma, para lhe perguntar sobre os fogos de artifícios. Porém, ela se recusa a falar sobre isso, mostrando-se chateada pelo fato dos amigos de Menma terem sido capazes de crescer, enquanto a filha, não. Depois, Atsumu acusa Jinta de passar a sua dor para os outros. Assim, Jinta decidi tentar conceder o desejo de Menma por conta própria. Devido aos diversos trabalhos que está fazendo, a saúde de Jinta não está bem e Naruko o aconselha a parar. Ela também revela que ficou feliz quando Jinta disse que não gostava da Menma naquela época, pois era apaixonada por ele. Mais tarde, ela diz que se ele realizar o desejo de Menma, ela provavelmente irá desaparecer novamente. No dia seguinte, Jinta vai visitar com seu pai o túmulo de sua mãe, enquanto os outros recebem ligações silenciosas de sua casa. No mesmo dia, ele recebe a visita de Satoshi, o irmão de Menma, que lhe conta sobre as memórias da irmã. Na base secreta, os outros confrontam Jinta sobre as ligações silenciosas que receberam. Menma chega e sua presença é notada, pois ao escrever em seu diário, ela o deixar cair no chão. |                                                                                         |                     |
| 09 | "Menma e Todos" "Minna to Menma" (みんなとめんま)                                       | 9 de junho de 2011  |
| Todos vão até a casa de Jinta e descobrem que Menma só é capaz de escrever na base secreta. Mais tarde, Atsumu diz que o grupo deve continuar se esforçando e junto de Chiriko, pede permissão ao pai de Menma para soltar os fogos de artifícios. Ele aprova aquilo. Assim, Atsumu se pergunta por que apenas Jinta consegue ver Menma, enquanto Naruko conta que está chateada, porque não se pode se comparar com ela. Atsumu tenta animar Naruko e Chiriko, que está por perto, ouve o garoto convidando-a para sair. De noite, Menma vê uma carpa no rio e vai investigar aquilo. Jinta se assusta quando a vê perto do rio, deixando escapar que ele quer que ela fique para sempre. |                                                                                         |                     |
| 10 | "Os Fogos de Artifícios" "Hanabi" (花火)                                                | 16 de junho de 2011 |
| Chiriko age friamente com Atsumu e menciona que, naquele dia, Menma aparentemente queria fazer algo por Jinta. Mais tarde, ela revela que ama Atsumu a Naruko, a qual admite que ama Jinta. Jinta pergunta a Menma se ela gostaria de ficar ali, para que pudessem ficar juntos. Porém, ela responde que planeja ir para o céu. No dia do lançamento dos fogos de artifício, Satoshi vai assistí-los, enquanto Jinta tem dúvidas se irá ou não. Jinta quer parar os fogos de artifícios, porém, ele chega tarde demais. Os fogos de artifícios são lançados e Jinta, de repente, ouve a voz de Menma: ela não havia desaparecido. |                                                                                         |                     |
| 11 | "A Flor que Desabrocha Naquele Verão" "Ano Natsu ni Saku Hana" (あの夏に咲く花)         | 23 de junho de 2011 |
| Jinta e os outros acham que Menma não pode ir, porque todos possuem sentimentos egoístas. Chiriko confessa que no dia em que Menma morreu, ela tinha esperanças de ficar junto a Atsumu, por quem era apaixonada secretamente desde a infância. Tetsudo diz que viu o que aconteceu com Menma naquele dia e que se sente culpado por isso desde então. Todos choram. Jinta diz que o sonho de Menma é poder conversar com todos, por isso, todos vão até a base secreta. No entanto, Menma começa a desaparecer, porque ela havia feito uma promessa a mãe de Jinta, que era fazê-lo chorar. Jinta carrega Menma até a base secreta, mas, quando chega lá, não consegue mais vê-la. Enquanto o grupo procura por Menma, ela escreve mensagens para todos. Depois de chamarem por ela, Jinta e os outros são capazes de ver e ouví-la dizendo seu último adeus, antes de desaparecer. Assim, Jinta começa a ir a escola junto com Naruko, enquanto Atsumu e Chiriko se tornam mais próximos. Tetsudo continua trabalhando, mas voltou a estudar. Jinta e seus amigos voltam para a base secreta e lêem as mensagens escritas por Menma, enquanto pensam nas flores que desabrocham naquele verão. |                                                                                         |                     |

### Visual novel
Uma adaptação em visual novel para o PlayStation Portable foi lançada pela 5pb. em 30 de agosto de 2012.

## Recepção
O filme arrecadou US$10,2 milhões e foi a 14ª maior bilheteria de filme de anime em 2013.